# Margny, Marne
Margny là một xã thuộc tỉnh Marne trong vùng Grand Est đông nam nước Pháp. Xã này nằm ở khu vực có độ cao trung bình 199 mét trên mực nước biển.